# Antechinus minimus
Espèce
Statut de conservation UICN

 LC  : Préoccupation mineure
Synonymes
- Antechinus affinis (Gray, 1841)[2]
- Antechinus concinnus Higgins & Petterd, 1884[2]
- Antechinus maritima (Finlayson, 1958)[2]
- Antechinus rolandensis Higgins & Petterd, 1883[2]

Antechinus minimus est une espèce de marsupiaux de la famille des Dasyuridae, endémique d'Australie.

## Liste des sous-espèces
Selon BioLib (2 avril 2019) :
- sous-espèce Antechinus minimus maritimus (Finlayson, 1958)
- sous-espèce Antechinus minimus minimus (Geoffroy, 1803)

## Répartition et habitat
Cette espèce est divisée en deux-sous espèces ayant des répartitions différentes. Antechinus minimus maritimus est présente au sud-est de l'Australie-Méridionale et à l'ouest du Victoria, notamment sur l'île Sunday (en). Antechinus minimus minimus vit en Tasmanie et sur les îles du Détroit de Bass.